# Kako Village
Kako Village est une localité rurale dans le Sud de la Côte d'Ivoire dans la région de San-pédro. Cette localité est administrativement rattachée au département de San-Pédro. Kako Village appartient à la sous-préfecture de Grand-Béréby. Sa population est estimée à 6 704 habitants.